# Titea
Titea is een geslacht van vlinders van de familie Lycaenidae.

## Soorten
- T. caerulea (Tite, 1963)
- T. sublutea (Bethune-Baker, 1906)